# Artús
Pour les articles homonymes, voir Artus.
Artús était un groupe de rock fondé à Pau en 2001 et disparu fin 2022. Initialement connu sous le nom familha Artús, il change pour Artús en 2013. Son répertoire et sa musique puisaient dans le patrimoine culturel immatériel de la Gascogne. D'un point de vue du style musical, leurs influences étaient en partie à chercher du côté des groupes comme Magma, Swans ou encore Einstürzende Neubauten.

## Historique et carrière
À l’œuvre depuis 20 ans, « Artús », au nom issu du celtique « Arzh », signifie ours (Ursidae) ou ors en occitan.
Groupe de concert des scènes de musiques actuelles, dont une partie de ses membres sont issus des pratiques de bals folks, ses premiers albums, jusqu'en 2010 s'appuient sur l'utilisation du répertoire musical traditionnel gascon, tout en affirmant de plus en plus l'aspect rock de sa musique tout au long de cette période. Ensuite il se consacrera à d'autres aspects de ce patrimoine, comme la poésie de Bernard Manciet, en travaillant sur des textes inédits pour son album éponyme Artús en 2013,, ou encore le thème de l'Ours pyrénéen pour leur album Ors en 2017, ou le massif de La Pierre Saint-Martin et son système de gouffres pour leur album Cerc en 2020. Les arrangements musicaux puisent dans les codes du rock indé et du rock progressif, et ses membres se reconnaissent, par leur démarche, dans le mouvement du Rock in opposition. Ils fondent le collectif ça-i (2005), le label « Pagans » (2010) et la compagnie Hart Brut (2012).
Outre ses propres projets, le groupe a multiplié les collaborations avec divers artistes : par exemple en 2008, il participe au Time Project (de) sous la direction de Matthias Loibner (de), crée Le choc des électrons libres en 2009 avec Francis Mounier et Les Niou Bardophones, ou encore réalise en 2016 la bande originale du documentaire « L'intérêt général & moi » de Sophie Metrich et Julien Milanesi. Il collabore aussi parfois avec Lydie Aricks à l'occasion de performances comme à l'Airial Galerie de Mimizan (Landes) en 2018 ou encore dans les grottes de Gargas en 2020. Elle réalise la toile qui servira à la pochette de l'album Cerc lors d'un de leurs concerts, à la Mamisèle (Saubrigues, Landes), le 19 octobre 2019.
En 2021, il fait l'objet d'un documentaire Rock Brut, produit par ÒC tele, réalisé par Sonia Moumen et Alexandre Cartigny.
Programmé pour donner un concert au festival de musique Hellfest en juin 2020. À cause de la pandémie du Coronavirus, la prestation est reportée en 2022 par les organisateurs,, dont la vente des billets est clôturée.

## Membres
Membres actuels
- Matèu Baudoin : violon et chant ;
- Romain Baudoin : vielle à roue ;
- Thomas Baudoin : synthétiseur, tambourin à cordes et chant ;
- Romain Colautti : basse ;
- Nicolas Godin : guitare électrique et percussions ;
- Benjamin Rouyer : sonorisation ;
- Alexis Toussaint : batterie.

Anciens Membres
- Sandrine Claverie : accordéon diatonique ;
- François Dumeaux : dispositif électroacoustique ;
- Lionel Dubertrand : chant, boha et percussions.

## Discographie
- 2003 : Òmi (Modal).
- 2006 : Maxi (autoproduction).
- 2007 : Òrb (autoproduction).
- 2010 : Drac (Pagans / Folklore de la zone mondiale).
- 2013 : Artús (Pagans).
- 2016 : L'intérêt général & moi, bande originale (Pagans).
- 2017 : Ors (Pagans).
- 2019 : Le Choc des Électrons Libres (Pagans).
- 2020 : Cerc (Pagans).